# Catherine Spaak
Catherine Spaak, född 3 april 1945 i Boulogne-Billancourt, Île-de-France, död 17 april 2022 i Rom, var en belgisk-italiensk skådespelerska och sångerska.

## Roller i urval
- 1962 – Har du lust får du lov
- 1962 – Lyxraggaren
- 1964 – Flykten från Dunkerque
- 1965 – Heja Italien
- 1969 – Änka i trosor
- 1971 – De nio heta spåren
- 1975 – Den våldsamma flykten
- 1980 – Sunday Lovers